# Stamsjön, Lappland
Stamsjön är en sjö i Åsele kommun i Lappland och ingår i Ångermanälvens huvudavrinningsområde. Sjön är 11 meter djup, har en yta på 1,24 kvadratkilometer och befinner sig 303 meter över havet. Sjön avvattnas av vattendraget Stamsjöån.

## Delavrinningsområde
Stamsjön ingår i det delavrinningsområde (711933-157179) som SMHI kallar för Utloppet av Stamsjön. Medelhöjden är 324 meter över havet och ytan är 8,47 kvadratkilometer. Räknas de 51 avrinningsområdena uppströms in blir den ackumulerade arean 599,17 kvadratkilometer. Stamsjöån som avvattnar avrinningsområdet har biflödesordning 2, vilket innebär att vattnet flödar genom totalt 2 vattendrag innan det når havet efter 194 kilometer. Avrinningsområdet består mestadels av skog (67 procent). Avrinningsområdet har 1,24 kvadratkilometer vattenytor vilket ger det en sjöprocent på 14,7 procent.